# Псковский государственный университет
Псковский государственный университет (ПсковГУ) — высшее учебное заведение в Пскове.
Создан в 2010 году путём слияния двух высших учебных заведений (Псковский государственный педагогический университет им. С.М. Кирова, Псковский государственный политехнический институт) и трёх средних профессиональных учебных заведений (Псковский индустриальный техникум, Псковский колледж строительства и экономики и Великолукский строительный колледж).
В апреле 2017 года стал одним из региональных опорных университетов.

## История
См. также: Псковский государственный педагогический университет им. С.М. Кирова, Псковский государственный политехнический институт, Псковский колледж строительства и экономики
- 27 декабря 2010 года вышло Распоряжение Председателя Правительства России Владимира Путина № 2440-р от о создании Псковского государственного университета. Он должен быть открыт на базе пяти учебных заведений: Псковский государственный педагогический университет им. С.М. Кирова, Псковский государственный политехнический институт, Псковский индустриальный техникум, Псковский колледж строительства и экономики и Великолукский строительный колледж;[1][5]
- 7 апреля 2011 года вышел Приказ Министерства образования и науки РФ № 1465 от 7 апреля 2011 года "О создании федерального государственного бюджетного образовательного учреждения высшего профессионального образования «Псковский государственный университет». Ректором формировавшегося Псковского государственного университета сроком на 1 год назначен заместитель губернатора Псковской области Юрий Анатольевич Демьяненко;[6]
- 14 октября 2011 года Псковский государственный университет (ПсковГУ) был внесен в реестр государственных учреждений[7]. 14 октября теперь — день основания нового вуза, Псковского государственного университета;[8]
- 25 октября 2011 года состоялась торжественная церемония открытия ПсковГУ;[7][8]
- В январе 2012 года руководители ряда факультетов Псковского государственного университета, ранее входивших в состав ПГПУ им. С.М. Кирова, обратились к губернатору Псковской области с открытым письмо, протестуя против политики нового руководства ПсковГУ, дискриминирующей, по их мнению, бывший Псковский государственный педагогический институт им. С. М. Кирова в пользу бывшего Псковского политехнического института;[9]
- С 14 октября 2011 года по 28 апреля 2016 года — федеральное государственное бюджетное образовательное учреждение высшего профессионального образования «Псковский государственный университет»;
- С 28 апреля 2016 года по настоящее время — федеральное государственное бюджетное образовательное учреждение высшего образования «Псковский государственный университет».

## Структура
Псковский государственный университет размещается в более чем 20-ти корпусах в городе Пскове и Великих Луках:
- Основной корпус на площади Ленина, дом 2, на базе основного корпуса ПГПУ им. С.М. Кирова[10];
- Корпус на улице Леона Поземского, дом 6, на базе корпуса ИФ и ВБШ ПГПУ им. С. М. Кирова;
- Корпус на улице Советской, дом 21, на базе корпуса ЕГФ и ФП ПГПУ им. С. М. Кирова;
- Корпус на улице Некрасова, дом 24, на базе корпуса ФФ и ЮФ ПГПУ им. С. М. Кирова;
- Корпуса на улице Льва Толстого, дом 4, на базе корпусов ППИ[11];
- Корпус на улице Яна Фабрициуса, дом 16, на базе корпуса ПКСиЭ[12];
- Корпус на улице Красноармейской, дом 1, на базе корпуса ПИТ[13];
- Корпус в Великих Луках на улице Новослободская набережная, дом 24, филиал ПсковГУ на базе корпуса Великолукского строительного колледжа[14];

К новообразованному вузу относятся 10 общежитий, в том числе:
- 2 общежития ПГПУ им. С.М. Кирова;
- 3 общежития ППИ;
- 2 общежития ПКСиЭ;
- 1 общежитие ПИТ;
- 2 общежития ВСК в Великих Луках;
- Дом студента.

## Ректоры
- 2011—2018: Юрий Анатольевич Демьяненко
- 2018—2019: (и. о.) Марина Юрьевна Махотаева
- 2019—2020: (и. о.) Наталья Анатольевна Ильина
- 2020—2025: Наталья Анатольевна Ильина
- с 2025: (и. о.) Сергей Михайлович Николаев

## Институты
С октября 2019 года в ПсковГУ действуют следующие институты:
1. Институт права, экономики и управления (организован путём слияния юридического, финансово-экономического факультетов и факультета менеджмента);
2. Институт медицины и экспериментальной биологии (включает в себя естественно-географический и медицинский факультеты);
3. Институт образования и социальных наук (организован из нескольких кафедр факультета образовательных технологий и дизайна);
4. Институт гуманитарных наук и языковых коммуникаций (включает в себя исторический факультет и факультет русской филологии и иностранных языков);
5. Институт математического моделирования и игропрактики (организован путём слияния физико-математического факультета и кафедры дизайна факультета образовательных технологий и дизайна);
6. Институт инженерных наук (организован путём слияния факультета вычислительной техники и электроэнергетики и факультета инженерных и строительных технологий).

## Аспирантура
Аспирантура предусматривает следующие 12 направлений подготовки, включающие 23 образовательные программы:
- Физика и астрономия
  - Физика конденсированного состояния
- Науки о Земле
  - Экономическая, социальная, политическая и рекреационная география
- Биологические науки
  - Зоология
  - Экология
- Информатика и вычислительная техника
  - Вычислительные машины, комплексы и компьютерные сети
  - Электро- и теплотехника
  - Электромеханика и электрические аппараты
- Машиностроение
  - Технология машиностроения
- Психологические науки
  - Педагогическая психология
- Экономика
  - Экономика и управление народным хозяйством (региональная экономика)
  - Экономика и управление народным хозяйством (экономика предпринимательства)
- Юриспруденция
  - Криминалистика; судебно-экспертная деятельность; оперативно-розыскная деятельность
  - Судебная деятельность, прокурорская деятельность, правозащитная, правоохранительная деятельность
  - Гражданское право; предпринимательское право; семейное право; международное частное право
  - Теория и история права и государства; история учений о праве и государстве;
  - Уголовное право и криминология; уголовно исполнительное право
- Образование и педагогические науки
  - Общая педагогика, история педагогики и образования
  - Теория и методика обучения и воспитания (иностранные языки)
  - Теория и методика обучения и воспитания (математика)
  - Теория и методика обучения и воспитания (русский язык как иностранный)
- Языкознание и литературоведение
  - Германские языки
  - Русский язык
  - Русская литература
- Исторические науки и археология
  - Отечественная история